# Polythlipta liquidalis
Polythlipta liquidalis is een vlinder van de familie van de grasmotten (Crambidae). De wetenschappelijke naam van deze soort is voor het eerst voorgesteld door John Henry Leech in een publicatie uit 1889.
De soort komt voor in China en Korea.